# Cheramografia
La cheramografia è una tecnica di stampa artistica di tipo calcografico la cui matrice è una sfoglia di argilla incisa con strumenti di fortuna. Venne inventata e praticata dallo scultore, pittore e incisore italiano Arturo Martini.
Tale tecnica, a causa dell'estrema fragilità della matrice, permetteva tirature di pochissimi esemplari se non addirittura di monotipi.
Il termine "cheramografia" deriva dai termini greci "κέραμος" (kèramos, terracotta) e "γράφειν" (gràphein, scrivere).

## Descrizione generale
Il legame dell'artista veneto Arturo Martini con il mondo della ceramica e della lavorazione della creta fu così forte che l'artista riuscì ad ideare una nuova tecnica incisoria di tipo calcografico che lui stesso denominò "cheramografia". L'artista concepì tale tecnica per matrici di terracotta o addirittura, in alcuni casi, di terra cruda, di creta lasciata ad essiccare a "durezza cuoio". La matrice veniva poi incisa con strumenti di fortuna, inchiostrata e infine rudimentalmente sottoposta a pressione con un foglio di carta appoggiato.
(Arturo Martini, Colloqui sulla scrittura)
Le cheramografie di Arturo Martini sono esposte al Museo civico Luigi Bailo di Treviso.